# Clean Your Clock
Clean Your Clock è un album dal vivo del gruppo musicale britannico Motörhead, pubblicato nel 2016. 

## Il disco
Prima pubblicazione uscita in seguito alla fine del gruppo, si tratta di una selezione di 16 brani registrati durante le serate del 20 e 21 novembre 2015 allo Zenith di Monaco, in Germania. Il disco, di cui è stata pubblicata anche la controparte video in DVD e Blu-ray Disc, è un tributo al frontman della band Lemmy Kilmister, scomparso improvvisamente il 28 dicembre 2015.

## Tracce
1. Bomber – 3:35
2. Stay Clean – 3:20
3. Metropolis – 4:10
4. When the Sky Comes Looking for You – 3:46
5. Over the Top – 2:53
6. Guitar Solo – 1:59
7. The Chase Is Better Than the Catch – 5:09
8. Lost Woman Blues – 4:43
9. Rock It – 3:09
10. Orgasmatron – 5:39
11. Doctor Rock – 8:57
12. Just 'Cos You Got the Power – 5:57
13. No Class – 3:13
14. Ace of Spades – 3:50
15. Whorehouse Blues – 4:36
16. Overkill – 8:59

## Formazione
- Lemmy Kilmister – voce, basso
- Phil Campbell – chitarra, cori
- Mikkey Dee – batteria